# سیارک ۲۴۵۴۷
سیارک ۲۴۵۴۷ (به انگلیسی: 24547 Stauber، نامگذاری:2001DV36) بیست و چهار هزار و پانصد و چهل و هفتمین سیارک کشف شده‌است که در ۱۹ فوریه ۲۰۰۱ کشف شد.
قدر مطلق سیارک برابر ۹.۸ است.